# Guilherme José Chaminade
O Bem-Aventurado Guilherme José Chaminade (em francês: Guillaume-Joseph Chaminade; Périgueux, 8 de abril de 1761 — Bordéus, 22 de janeiro de 1850) foi um presbítero católico francês que sobreviveu à perseguição durante a Revolução Francesa e, mais tarde, fundou a Sociedade de Maria, comumente chamada de Marianistas, em 1817. Ele foi beatificado pelo Papa João Paulo II em 3 de setembro de 2000, seu dia de festa é celebrado no dia 22 de janeiro.
Os outros três ramos da Família Marianista — os homens e as mulheres casados e solteiros das comunidades leigas marianistas, as leigas consagradas da Alliance Mariale, e as Irmãs Religiosas conhecidas como Filhas de Maria Imaculada — também consideram Chaminade como fundador ou como inspiração.

## Juventude
Chaminade nasceu em 1761 em Périgueux, para Catherine Bethon e Blaise Chaminade, na antiga província do Périgord, agora o Departamento de Dordogne. Era o 14º filho de pais profundamente religiosos. Três de seus irmãos se tornaram sacerdotes. Sentindo-se chamado a servir da mesma forma, ele entrou para um seminário menor em Mussidan aos dez anos de idade. Ele foi ordenado presbítero em 1785 para a diocese local.

## A era revolucionária
Em 1790, após o início da Revolução Francesa, Chaminade mudou-se para Bordéus. Lá, ele se tornou inimigo do estado ao desafiar a Constituição Civil do Clero, que exigia que ele fizesse um juramento afirmando os valores seculares da Revolução e rejeitando a autoridade da Igreja Católica Romana. Ele continuou a trabalhar como sacerdote secretamente, arriscando-se a uma possível pena de morte. Uma de seus aliados neste trabalho era a Venerável Maria Teresa Carlota de Lamourous (1754-1836), a quem mais tarde ele auxiliou na fundação da Miséricorde (Casa de Misericórdia) de Bordéus para "mulheres caídas".
Em 1795, quando o governo nacional procurou trabalhar com o clero insurrecto, Chaminade aceitou a responsabilidade de supervisionar a reconciliação do clero de Bordéus que tinha feito o Juramento Constitucional mas que queria fazer as pazes com a Igreja Católica; cerca de cinquenta presbíteros completaram sua reconciliação com a ajuda de Chaminade. Após o Golpe de 18 de Frutidor pelo Diretório Francês, em 1797, ele fugiu do país e refugiou-se em Saragoça, Espanha, por três anos.
Enquanto vivia lá, fez visitas regulares à Basílica de Nossa Senhora do Pilar por sua devoção intensa à Bem-Aventurada Virgem Maria. Como resultado de sua orações, ele desenvolveu um plano para a restaurar a fé católica na França. Para este fim, ele decidiu construir uma organização de leigos e de religiosos, tomando Santa Maria como modelo de discípula perfeita de Jesus.

## Fundador
Ao retornar a Bordéus, em novembro de 1800, ele restabeleceu a Congregação Mariana, a qual ele esperava que fosse promover a dessecularização da França oferecendo "a visão de um povo de santos". Ele viu o desenvolvimento do jovem movimento leigo como o foco principal de sua missão. Nisso, ele se opunha às forças tradicionalistas na Igreja, tanto do clero quanto do laicato, que viam a recriação dos privilégios e das instituições da Igreja pré-revolução como o verdadeiro objetivo de sua restauração da fé na França. Em 1824, Chaminade publicou uma resposta a essa linha de pensamento na qual afirmou: "As alavancas que movem o mundo moral, de alguma forma, precisam de um novo ponto de apoio."
A confraria se espalhou para outras cidades, e o Vaticano reconheceu seus esforços, nomeando-o administrador apostólico da Diocese de Bazas e, mais tarde, em 1801, "missionário apostólico" para a região, confirmando sua confiança nele.
Alguns confrades queriam fazer um compromisso mais completo com a Igreja, então Chaminade, junto com a Venerável Adela de Batz de Trenquelléon (1789-1828), fundou o Instituto das Filhas de Maria Imaculada em Agen, em 1816. Um ano depois, ele fundou a Sociedade de Maria em Bordéus. Ambos institutos religiosos devotaram-se ao ensino. Chaminade procurou criar uma rede de escolas para treinar professores católicos, mas este empenho foi reprimido pela Revolução de 1830. Todavia, os institutos religiosos de Chaminade continuaram a crescer: as Filhas de Maria fundaram escolas no sudoeste da França para educar mulheres camponesas e a Sociedade de Maria se expandiu na França e se propagou para a Suíça (1839) e para os Estados Unidos da América (1849).

## Morte
Os últimos dez anos da vida de Chaminade foram repletos de problemas de saúde e de finanças, e de entraves à sua administração da sociedade. Ele foi substituído, em janeiro de 1846, como superior-geral por um Capítulo Geral que ele considerou ilegítimo, convocado por membros do Conselho Geral da Sociedade, com a aprovação da Santa Sé. Com paralisia parcial, ele foi então deixado em isolamento virtual pelo governo da sociedade.
Chaminade morreu em 1850, rodeado por membros da sociedade que ele fundara, em Bordéus, onde jazem seu restos mortais.

## Veneração

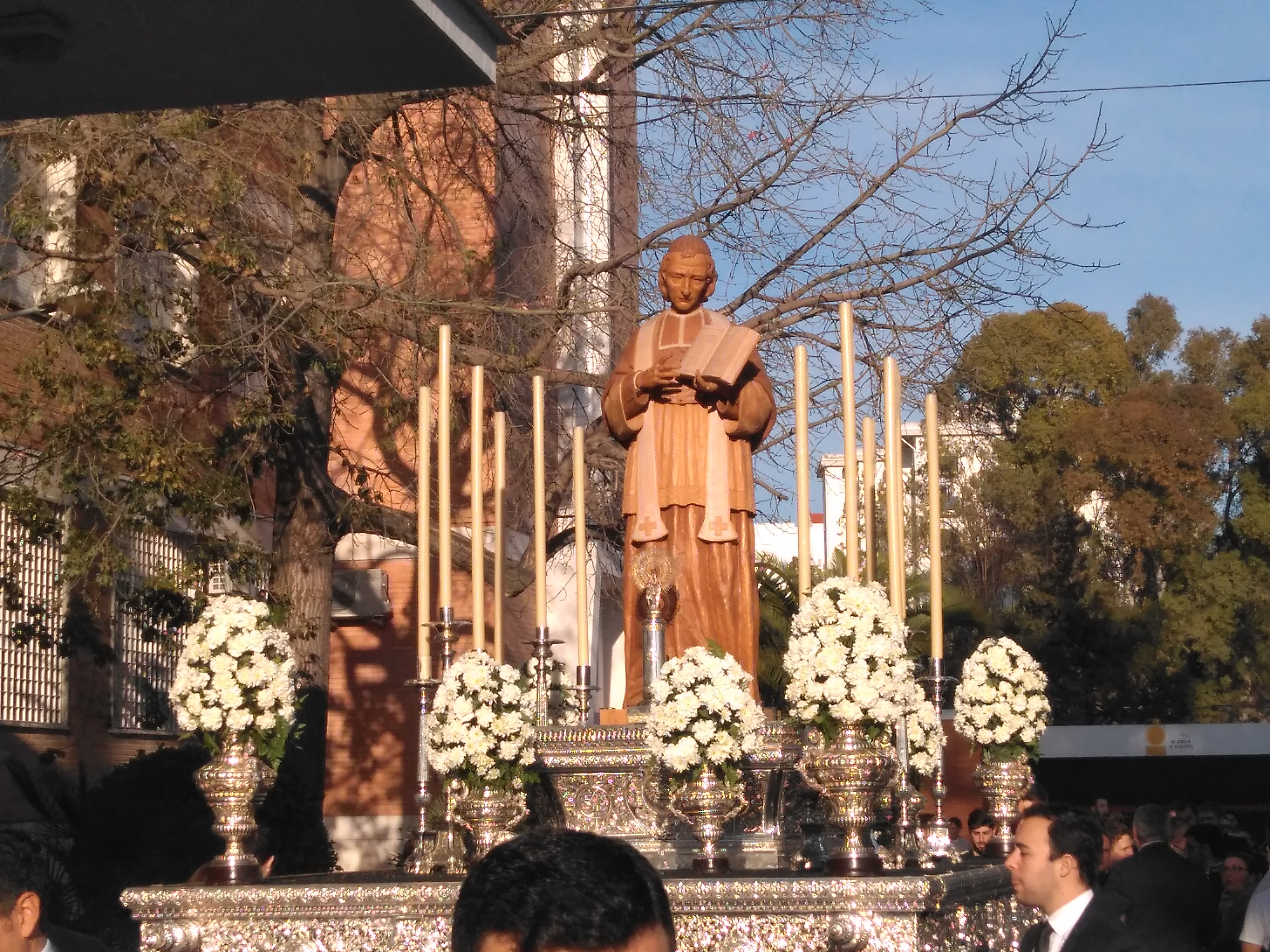
Procissão.

O processo de investigação para a causa da canonização de Chaminade foi inaugurado em 1909, com testemunhos recolhidos na França e na Espanha, os lugares onde viveu, até o ano de 1912. A causa foi enviada a Roma pelos marianistas em 1918. Estudos sobre o assunto continuaram até 1973, quando Chaminade foi declarado venerável pelo Papa Paulo VI.

### Taumaturgo

#### Argentina
Em 1995, a cura do câncer de pulmão de Elena Otera, moradora de Buenos Aires, foi estudada como um possível milagre atribuído à intercessão de Chaminade. Depois de uma conclusão positiva no inquérito local conduzido pelo postulador marianista da causa, a matéria foi encaminhada ao Vaticano para investigação. As juntas médicas consultadas pela Congregação para as Causas dos Santos enfim declararam sua cura como "cientificamente inexplicável" em janeiro de 1999. Em seguida, a causa foi revista por teólogos e por bispos da congregação. Eles votaram por unanimidade a favor da declaração de milagre em outubro seguinte. Esta foi aprovada pelo Papa João Paulo II, que beatificou Chaminade em 2000.

#### Estados Unidos

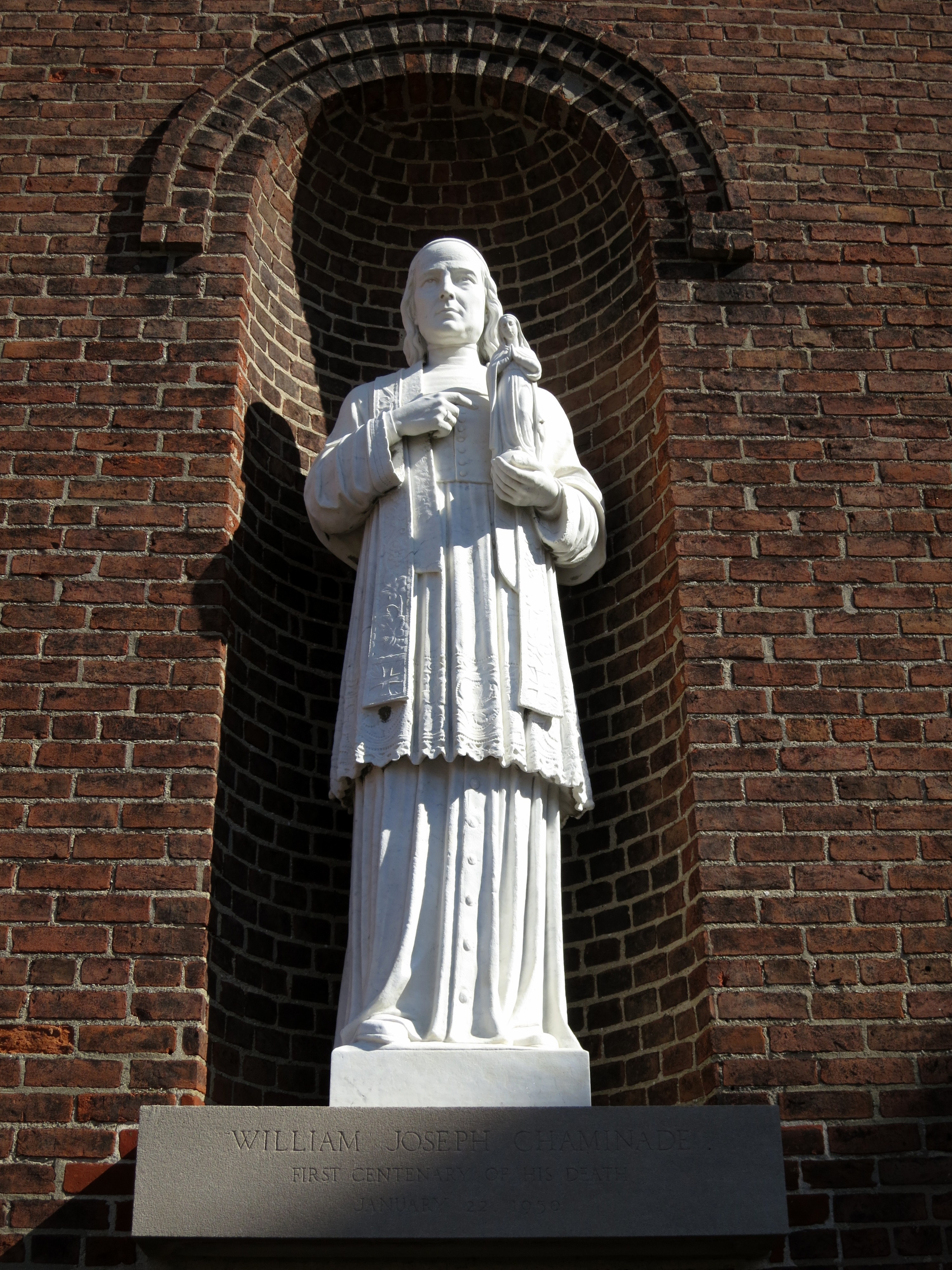
Uma estátua de Chaminade adorna a Capela da Imaculada Conceição, na Universidade de Dayton.

Rachel Baumgartner, então uma estudante do ensino médio em St. Louis, Missouri, nos Estados Unidos, foi diagnosticada, em dezembro de 1998, com tumor de Askin, um tipo de sarcoma. Ela foi submetida a uma cirurgia de emergência para remoção do tumor, seguida de quimioterapia e de radiação. Ela era membra da Paróquia de Nossa Senhora do Pilar, fundada e dirigida pelos Marianistas, e foi escolhida para participar da cerimônia de beatificação de Chaminade em Roma, em 2000. No início do ano seguinte, o tumor ressurgiu em sua medula óssea, pelo que ela se submeteu a um transplante de células-tronco, o qual teve um forte impacto negativo em sua saúde. O tumor foi reencontrado entre seus coração, pulmão e coluna vertebral em novembro de 2002.
Baumgartner foi avisada de que ninguém jamais sobreviveu em circunstâncias semelhantes, e que ela tinha apenas algumas semanas de vida. Depois de um ano e meio, no entanto, o tumor (que era do tamanho de uma pequena bola de futebol) parou de crescer, e não tinha danificado os órgãos em torno dele. Em 2004, um notável cirurgião removeu o tumor, pensando que ele tinha morrido com quase nenhum tratamento, o que era medicamente inexplicável. Baumgartner, agora casada e chamada Rachel Lozano, atribuiu isso à intercessão de Chaminade. O pároco marianista da freguesia referiu essa questão ao Superior-Geral da Sociedade de Maria, que, por sua vez, solicitou que o bispo local, o Arcebispo de St. Louis, conduzisse um inquérito formal. O inquérito foi concluído em julho de 2010 e encaminhado pela arquidiocese e pelos marianistas ao Vaticano, para julgamento.